# Stiftamtmaður

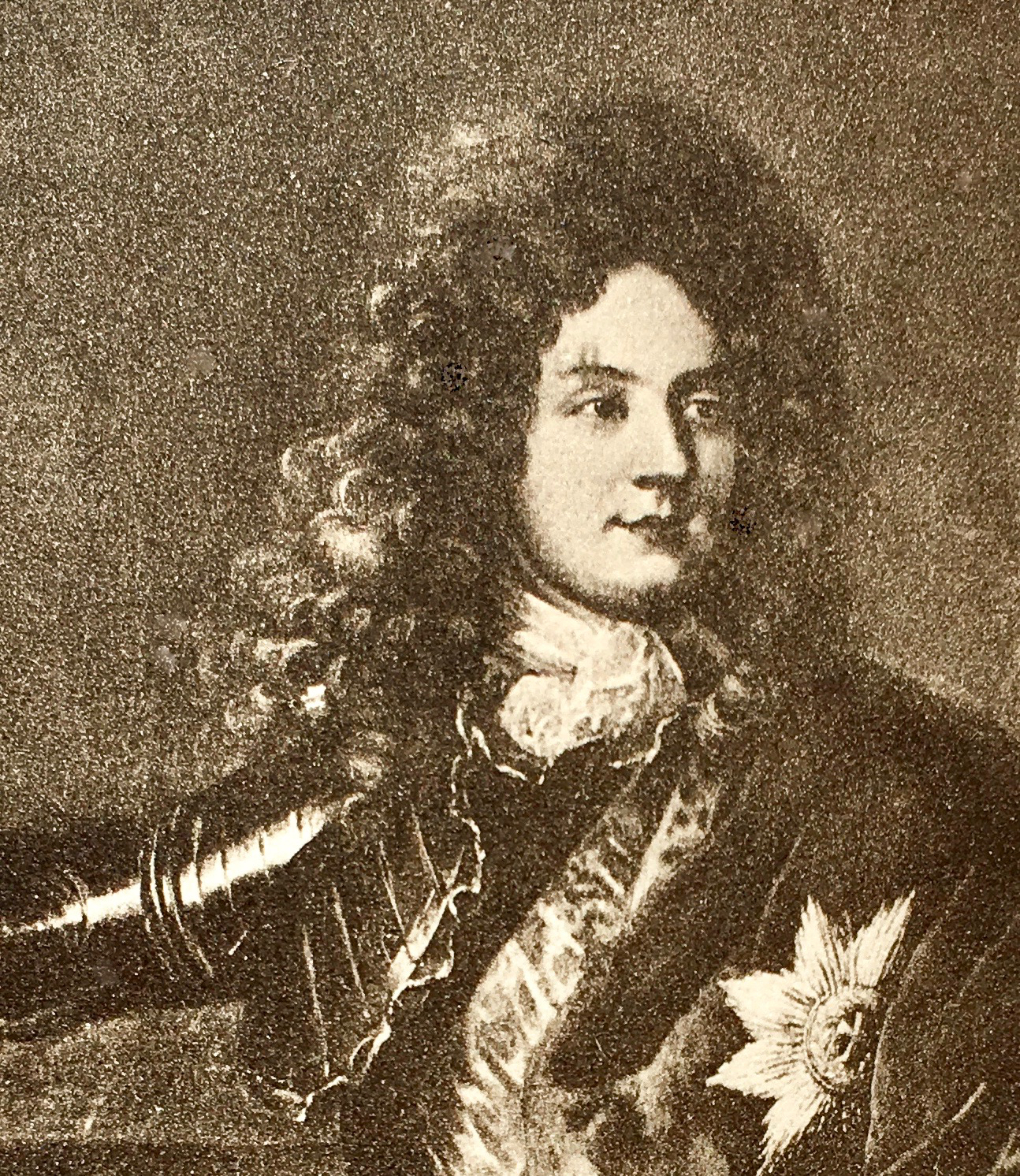
Christian Gyldenløve, comte de Samsøe, reproduction d’après Hyacinthe Rigaud.

Le stiftamtmaður (« gouverneur ») est le représentant du roi de Danemark en Islande entre 1684 et 1873, année où il est remplacé par le landshöfðingi.